# Bien acompañado
Bien Acompañado es un álbum recopilatorio del cantante mexicano Reyli Barba publicado por Sony Music Entertainment el 22 de marzo de 2011. Es el primer álbum compilatorio del cantante donde recopila sus mejores éxitos a dueto con varios artistas y nuevos arreglos. El álbum recoge las piezas musicales más populares del artista, desde El Que Busca Encuentra (con Elefante) a Que Vueltas da la Vida (su último álbum publicado en ese momento). Con este álbum, Reyli celebra 21 años de carrera al lado de otros artistas como Joan Sebastian, Miguel Bosé, Diego Torres, Elefante, Carlos Rivera, Playa Limbo, Armando Manzanero, entre otros.

## Grabación
Bien Acompañado comenzó a grabarse a finales de 2006 en Madrid, España. Reyli grabó De la Noche a la Mañana, éxito que tuvo con Elefante cuando era su vocalista, con el cantante español Miguel Rios. El cantante grabó en distintos estudios entre México y España.
Reyli comentó para el periódico Al Borde: "Trabaje canción por canción de una manera muy relajada y con cada uno de mis compañeros. Mas que nada, fue un proyecto con carácter de libertad y un reencuentro entre amigos". Si bien el álbum no fue un plan de marketing al incluir a talentos de renombre, Reyli esperó a que este nuevo materia llegara a los corazones de los fanáticos, incluidos los que lo han seguido desde su inicio como solista. También comenta que aquellos que escuchaban sus canciones cuando eran niños, puedan escucharlas de nuevo con versiones modernas, nuevos arreglos y con artistas que también reconocen.
Reyli se presentó junto con Miguel Bosé el 21 de noviembre de 2010 en el programa Décadas, conducido por Alan Tacher y Adal Ramones, interpretando "Amor del Bueno", a la vez promocionando el nuevo material que saldría a principios de 2011.

## Lista de Canciones[4][5]
| N.º | Título                                       | Escritor(es)                                                                                 | Duración |  |
| 1.  | «Así es la Vida (con Joan Sebastian)»        | Rafael López Arellano, Reyli Barba                                                           | 4:26     |  |
| 2.  | «Amor del Bueno (con Miguel Bosé)»           | Reyli Barba                                                                                  | 4:05     |  |
| 3.  | «Alma Gemela (con Camila)»                   | Andrés Castro, Reyli Barba                                                                   | 3:44     |  |
| 4.  | «La Descarada (con Diego Torres)»            | Reyli Barba                                                                                  | 3:48     |  |
| 5.  | «Al Fin me Armé de Valor (con Pepe Aguilar)» | Reyli Barba                                                                                  | 3:50     |  |
| 6.  | «¿Qué nos Pasó? (con Yuridia)»               | Reyli Barba                                                                                  | 3:52     |  |
| 7.  | «Que Vueltas da la Vida (con Elefante)»      | Rafael López Arellano, Reyli Barba, Dominio Público                                          | 3:45     |  |
| 8.  | «De la Noche a la Mañana (con Miguel Rios)»  | Rafael López Arellano, Reyli Barba, Flavio López Arellano, Luis Pórtela, Iván Antonio Suárez | 4:37     |  |
| 9.  | «El Aguacero (con Rosana)»                   | Reyli Barba, Cristina Narea                                                                  | 4:26     |  |
| 10. | «La Que se Fue (con Carlos Rivera)»          | Rafael López Arellano, Reyli Barba                                                           | 4:03     |  |
| 11. | «Desde que Llegaste (con Rosario)»           | Reyli Barba                                                                                  | 3:43     |  |
| 12. | «El Abandonao (con David Summers)»           | Rafael López Arellano, Reyli Barba                                                           | 4:06     |  |
| 13. | «Elena (con La Unión)»                       | Andrés Castro, Reyli Barba                                                                   | 4:35     |  |
| 14. | «Perdóname en Silencio (con Playa Limbo)»    | Reyli Barba                                                                                  | 4:04     |  |
| 15. | «Todos Caben (con Presuntos Implicados)»     | Karen Juantorena, Reyli Barba                                                                | 4:02     |  |
| 16. | «Ahora Tengo (con Ana Bárbara)»              | Andrés Castro, Reyli Barba                                                                   | 3:17     |  |
| 17. | «Saltaré al Vacío (con Armando Manzanero)»   | Armando Manzanero, Reyli Barba                                                               | 3:31     |  |

Sencillos incluidos en la Edición de Lujo

| N.º | Título                                             | Escritor(es)               | Duración |  |
| 1.  | «En la Cárcel de tu Adiós (con Vicente Fernández)» | Reyli Barba                | 4:01     |  |
| 2.  | «Ando por las Nubes (con Marco Antonio Solis)»     | Andrés Castro, Reyli Barba | 5:17     |  |
| 3.  | «Te Dejaré de Amar»                                | Reyli Barba                | 3:25     |  |

DVD
- Reyli Barba y Miguel Bosé - Amor del Bueno
- Documental - Bien Acompañado
- Así es la Vida (Detrás de Cámara)
- Desde Cuba